# Congo (Paraíba)
Congo es un municipio brasileño del estado de Paraíba, localizado en la microrregión del Karirí Occidental. De acuerdo con el censo del IBGE del año 2010 su población era de 4692 habitantes.